# William Chapman Hewitson
William Chapman Hewitson (Newcastle upon Tyne, 9 januari 1806 - Oatlands Park, Surrey, 28 mei 1878) was een Brits natuurvorser.
Hewitson was een welgesteld verzamelaar, die een immense collectie opbouwde van kevers en vlinders, naast vogelnesten en eieren. Zijn collectie Papilionoidea die hij deels zelf verzameld had maar ook had aangekocht van reizigers van over heel de wereld, was in zijn tijd wereldwijd een van de grootste en belangrijkste verzamelingen. Hij was ook een ervaren wetenschappelijk illustrator.
William Hewitson studeerde in York en werd landmeter waar hij een tijd voor George Stephenson werkte ten tijde van de aanleg van de London and Birmingham Railway. Een kwetsbare gezondheid, samen met het verwerven van een groot fortuin na het overlijden van een familielid maakten dat hij zijn functie kon en moest opgeven en al zijn aandacht kon besteden aan zijn wetenschappelijk onderzoek.
Hij was lid van de Entomological Society of London sinds 1846, de Zoological Society of London sinds 1859 en de Linnean Society of London sinds 1862. Hij droeg bij aan en publiceerde meerdere werken in het vakgebied van de entomologie en de ornithologie. In de taxonomie is het gebruikelijk naar hem te verwijzen als Hewitson.